# Simon Henry Ward Hughes

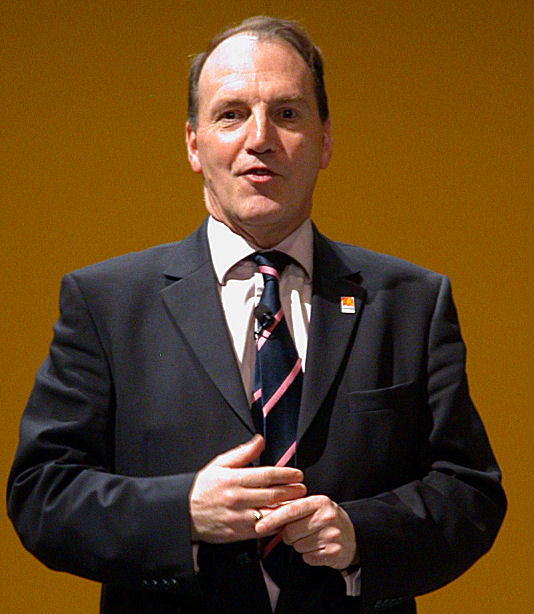
Simon Henry Ward Hughes

Sir Simon Henry Ward Hughes (* 17. Mai 1951 in Cheshire, England) ist ein britischer Politiker und ehemaliger Abgeordneter der Liberal Democrats.

## Leben
Hughes wurde 1951 in Cheshire geboren und wuchs in seiner Kindheit in Wales auf. Er besuchte The Cathedral School in Llandaff, das Christ College in Brecon und studierte danach am Selwyn College der University of Cambridge, wo er in Rechtswissenschaften graduierte. In Brügge gelang ihm das Zertifikat für Advanced European Studies. 1974 wurde Hughes Mitglied der Rechtsanwaltskammer Inner Temple, und 1981 zog er nach Bermondsey, einem Stadtbezirks Londons.
Neben seiner beruflichen Arbeit als Rechtsanwalt engagierte sich Hughes politisch. Hughes wurde im Februar 1983 erstmals in das House of Commons als Abgeordneter für Bermondsey gewählt. In den folgenden Unterhauswahlen wurde Hughes jeweils wiedergewählt. Innerhalb der Liberal Democrats bekleidet Hughes unter anderem das Amt des Vizepräsidenten des Liberal Democrat Christian Forum. Hughes unterlag 2004 als Kandidat der Liberal Democrats bei den Bürgermeisterwahlen in London, wo er 15,22 Prozent der Stimmen erhielt. 2006 wurde Hughes von der britischen Zeitung The Sun als bisexuell geoutet. Bei dem innerparteilichen Kampf um den Vorsitz der Partei der Liberal Democrats unterlag Hughes 2006.
Bei der Parlamentswahl 2015 verlor Hughes seinen Sitz im Wahlkreis Southwark and Bermondsey an den Labour-Kandidaten. Das Angebot von Nick Clegg, ihm nach dieser Niederlage durch die Aufnahme in die Dissolution Honours List mit einem Life Peerage Titel für einen Sitz im Oberhaus des Parlaments zu verschaffen, lehnte Hughes ab. Im Rahmen der Birthday Honours 2015 wurde Simon Hughes zum Knight Bachelor geschlagen und führt seither das Prädikat Sir. Sir Simon wird bei der vorgezogenen Parlamentswahl 2017 erneut für seinen Wahlkreis antreten.
Hughes ist Mitglied der Church of England und lebt gegenwärtig in London.